# オースティン・ゴンバー
- オースティン・ガンバー

オースティン・ザカリー・ゴンバー（Austin Zachary Gomber, 1993年11月23日 - ）は、 アメリカ合衆国テネシー州オレンジ郡ウィンターガーデン出身のプロ野球選手（投手）。左投左打。MLBのコロラド・ロッキーズ所属。愛称はビッグG（Big G）。
メディアによっては「ガンバー 」と表記されることもある。

## 経歴

### プロ入りとカージナルス時代
2014年のMLBドラフト4巡目（全体135位）でセントルイス・カージナルスから指名され、プロ入り。契約後、傘下のA-級ステート・カレッジ・スパイクスでプロデビュー。11試合に先発登板して2勝2敗、防御率2.30、36奪三振を記録した。
2015年はA級ピオリア・チーフスでプレーし、22試合に先発登板して15勝3敗、防御率2.67、140奪三振を記録した。
2016年はA+級パームビーチ・カージナルスとAA級スプリングフィールド・カージナルスでプレーし、2球団合計で21試合に登板して7勝8敗、防御率2.69、116奪三振を記録した。オフにはアリゾナ・フォールリーグに参加し、グレンデール・デザートドッグスに所属した。
2017年はAA級スプリングフィールドでプレーし、26試合に先発登板して10勝7敗、防御率3.34、140奪三振を記録した。オフの11月20日にルール・ファイブ・ドラフトでの流出を防ぐために40人枠入りした。
2018年は開幕をAAA級メンフィス・レッドバーズで迎えた。4月29日にメジャー初昇格を果たしたが、登板のないまま5月4日にAAA級メンフィスへ降格した。5月31日に再昇格すると、6月2日のピッツバーグ・パイレーツ戦でメジャーデビュー（2番手で登板して3回を無失点）。メジャー初先発となった7月24日のシンシナティ・レッズ戦、前日に7回を無安打に抑えたダニエル・ポンセデレオンに続き、ゴンバーも6回一死まで無安打で抑えたものの、ジョーイ・ボットに2点本塁打を浴びて降板した（この試合の勝敗は付かず）。ちなみに2人の新人投手が2日続けて6回以上を無安打に抑えたのは、1964年にカンザスシティ・アスレチックス（現：オークランド・アスレチックス）のブルームーン・オドムとボブ・メイヤーが記録して以来、54年ぶりだった。8月には6試合の先発登板を含む7試合の登板で5勝0敗と、チーム躍進の立役者となった。この年メジャーでは29試合（先発11試合）に登板して6勝2敗、防御率4.44、67奪三振を記録した。
2019年はメジャーでの登板は無かった。

### ロッキーズ時代
2021年2月1日にノーラン・アレナドとのトレードで、マテオ・ギル、エレフリス・モンテロ、トニー・ローシー、ジェイク・ソマーズと共にコロラド・ロッキーズへ移籍した。

## 選手としての特徴
フォーシームは、平均92.4mph（約148.7km/h）を計測し、これが投球の約半分を占める。変化球ではカーブ系のボール（Unknownと表記される場合あり）、スライダー、チェンジアップを投げる。速球の最速は、2018年に計測した96mph（約154.5km/h）。

## 詳細情報

### 年度別投手成績
| 年 度    | 球 団    | 登 板 | 先 発 | 完 投 | 完 封 | 無 四 球 | 勝 利 | 敗 戦 | セ 丨 ブ | ホ 丨 ル ド | 勝 率 | 打 者 | 投 球 回 | 被 安 打 | 被 本 塁 打 | 与 四 球 | 敬 遠 | 与 死 球 | 奪 三 振 | 暴 投 | ボ 丨 ク | 失 点 | 自 責 点 | 防 御 率 | W H I P |
| -------- | -------- | ----- | ----- | ----- | ----- | -------- | ----- | ----- | -------- | ----------- | ----- | ----- | -------- | -------- | ----------- | -------- | ----- | -------- | -------- | ----- | -------- | ----- | -------- | -------- | ------- |
| 2018     | STL      | 29    | 11    | 0     | 0     | 0        | 6     | 2     | 0        | 7           | .750  | 334   | 75.0     | 81       | 7           | 32       | 4     | 4        | 67       | 3     | 1        | 40    | 37       | 4.44     | 1.51    |
| 2020     | STL      | 14    | 4     | 0     | 0     | 0        | 1     | 1     | 0        | 1           | .500  | 119   | 29.0     | 19       | 1           | 15       | 0     | 2        | 27       | 1     | 0        | 6     | 6        | 1.86     | 1.17    |
| 2021     | COL      | 23    | 23    | 0     | 0     | 0        | 9     | 9     | 0        | 0           | .500  | 488   | 115.1    | 102      | 20          | 41       | 2     | 3        | 113      | 1     | 0        | 64    | 58       | 4.53     | 1.24    |
| 2022     | COL      | 33    | 17    | 0     | 0     | 0        | 5     | 7     | 0        | 0           | .417  | 529   | 124.2    | 137      | 20          | 34       | 1     | 2        | 95       | 4     | 0        | 80    | 77       | 5.56     | 1.37    |
| 2023     | COL      | 27    | 27    | 0     | 0     | 0        | 9     | 9     | 0        | 0           | .500  | 603   | 139.0    | 164      | 26          | 43       | 1     | 3        | 87       | 5     | 0        | 88    | 85       | 5.50     | 1.49    |
| 2024     | COL      | 30    | 30    | 0     | 0     | 0        | 5     | 12    | 0        | 0           | .294  | 696   | 165.0    | 178      | 30          | 38       | 0     | 1        | 116      | 3     | 0        | 89    | 87       | 4.75     | 1.31    |
| MLB：6年 | MLB：6年 | 156   | 112   | 0     | 0     | 0        | 35    | 40    | 0        | 8           | .467  | 2769  | 648.0    | 681      | 104         | 203      | 8     | 15       | 505      | 17    | 1        | 367   | 350      | 4.86     | 1.36    |

- 2024年度シーズン終了時
- 各年度の太字はリーグ最高

### 年度別守備成績
| 年 度 | 球 団 | 投手（P） | 投手（P） | 投手（P） | 投手（P） | 投手（P） | 投手（P） |
| 年 度 | 球 団 | 試 合     | 刺 殺     | 補 殺     | 失 策     | 併 殺     | 守 備 率  |
| ----- | ----- | --------- | --------- | --------- | --------- | --------- | --------- |
| 2018  | STL   | 29        | 1         | 10        | 0         | 0         | 1.000     |
| 2020  | STL   | 14        | 0         | 2         | 0         | 0         | 1.000     |
| 2021  | COL   | 23        | 1         | 7         | 1         | 1         | .889      |
| 2022  | COL   | 33        | 7         | 9         | 0         | 2         | 1.000     |
| 2023  | COL   | 27        | 2         | 14        | 0         | 0         | 1.000     |
| 2024  | COL   | 30        | 6         | 15        | 1         | 0         | .955      |
| MLB   | MLB   | 156       | 17        | 57        | 2         | 3         | .974      |

- 2024年度シーズン終了時

### 背番号
- 68（2018年）
- 36（2020年）
- 26（2021年 - ）